# Eremias nigrocellata
Eremias nigrocellata este o specie de șopârle din genul Eremias, familia Lacertidae, ordinul Squamata, descrisă de Nikolsky 1896. Conform Catalogue of Life specia Eremias nigrocellata nu are subspecii cunoscute.